# Palosaari (ö i Finland, Kymmenedalen, Kouvola, lat 61,08, long 26,60)
Palosaari är en halvö i Finland. Den ligger i sjön Iso Kortejärvi och i kommunen Kouvola i den ekonomiska regionen  Kouvola ekonomiska region  och landskapet Kymmenedalen, i den södra delen av landet, 130 km nordost om huvudstaden Helsingfors.